# Ангелян, Борис Оганесович
Борис Оганесович Ангелян (арм. Բորիս Հովհաննեսի Անջելյան) (род. 1 мая 1928, Ахалцих) ― советский армянский врач-гигиенист, кандидат медицинских наук (1955), профессор (1989). Является одним из основоположников физиологии, детской и подростковой гигиены, медицинской географии в Армянской ССР. Является братом Георгия Ангеляна и Владимира Ангеляна.

## Биография
Родился 1 мая 1928 года в городе Ахалцихе, Грузинская ССР, ЗСФСР, СССР. 
В 1950 году окончил Ереванский государственный медицинский институт. В 1955 году защитил кандидатскую диссертацию по теме «Бактериальная дизентерия у детей по клинико-эпидемиологическим материалам г.Еревана за 1946-1953гг.» на соискание учёной степени кандидата медицинских наук.  
С 1957 года преподавал в Ереванском государственном педагогическом институте и других университетах Армении. 
С 1990 по 1995 год работал заместителем заведующего кафедрой медицинской географии ЕГМУ. Стал основоположником изучения медицинской географии в Армении. 
Исследовал детские респираторные и пищеварительные заболевания в связи с загрязнением окружающей среды. Им была установлена связь заболеваемости органов дыхания и пищеварения у детей с микрорайоном их проживания в Ереване. Изучал проблемы взаимосвязи медицинской и педагогической деонтологии. Также исследовал эпидемиологию и профилактику бактериальной дизентерии и других желудочно-кишечных заболеваний у детей.

## Членство в научных организациях
- Член Общества русской географии, гигиены, врачей и физиологов Армении (1979).
- Действительный член РАЕН (1999).
- Член Армянской технологической академии (2000 г.)
- Действительный член Армянского отделения Российской академии естественных наук (2001).
- Действительный член Педагогической академии РА (2004 г.)

## Награды
- Медаль имени Хачатура Абовяна (1970)
- Знак «Отличнику здравоохранения» (1984)
- Медаль «Ветеран труда» (1987)
- Золотая медаль имени В. И. Вернадского (1999)
- Серебряная медаль имени Ивана Павлова (2001)